# Boesenbergia flavoalba
Boesenbergia flavoalba är en enhjärtbladig växtart som beskrevs av Rosemary Margaret Smith. Boesenbergia flavoalba ingår i släktet Boesenbergia och familjen Zingiberaceae. Inga underarter finns listade i Catalogue of Life.